# 琉球民謡協会
琉球民謡協会（りゅうきゅうみんようきょうかい）は、沖縄県に本部を置く、琉球民謡の研鑽、普及発展、保存継承を目的とした琉球民謡の代表的な組織である。(任意団体)

## 概要
前川朝昭（まえかわちょうしょう）を先頭にし1957年に設立。普久原恒勇や照屋林助らによって戦後沖縄の民謡を纏めようとする動きがあったが、なかなかうまく組織化されずにいた。1963年に再編し、初代会長、川平朝申（かびらちょうしん）。同執行部に前川朝昭、嘉手苅林昌、小浜守栄（こはましゅえい）、津波恒徳、喜納昌永、山内昌徳、登川誠仁を主要メンバーとしていた。執行部に登川誠仁が最年少で名を連ねた。。
二代目の会長に川田松夫、副会長に知名定繁と小浜守栄。事務局長に喜屋武繁雄（きゃんしげお）が就任した。その後会長として登川誠仁が歴代最長の14年間を務め、のち名誉会長となった。
庶民の中で歌い継がれてきた民謡はそもそも流派などが無かったが、協会の設立を皮切りに様々な流派が誕生するきっかけとなった。支部を「研究所」とするのが沖縄では一般的。
沖縄をはじめ、日本各地に支部を持つ。ハワイ、ロサンゼルス、ブラジル、ペルー、アルゼンチンなど含め会員数は２千人にも及ぶ。
2016年4月17日、琉球民謡協会北米支部はロサンゼルス近郊のガーディナ仏教会で演奏会を開催するなど、世界的に支部があり幅広い年齢層が民謡を楽しむ活動場所となっている。
2019年3月24日の総会で新役員体制が承認され、4月1日から宮良康正が新会長、理事長に仲宗根充、副会長に伊波昭、事務局長に仲宗根巴津美、書記に中山美幸、会計に香取美恵子が就任した。前会長の上原政雄は永年の会長職を称えて名誉会長に就任した。

## 主催行事
- 琉球民謡協会「民謡コンクール」
- 琉球民謡協会「民謡藝術祭」（沖縄テレビ放送が旧盆特別番組として毎年放映）

琉球民謡協会主催の民謡コンクール入賞者の初舞台であり、その他にも民謡大賞・民謡歌唱賞受賞者、前年度の民謡大賞受賞者、琉球民謡協会本部役員や教師・師範らが出演する琉球民謡藝術祭。
- 琉球民謡協会「教師・師範」免許試験

毎年11月または12月に開催。
- 琉球民謡協会「定期総会」
- その他
  - 各支部での地域社会の文化行事や施設訪問活動、会員独自のリサイタル公演など